# Chapelle Notre-Dame de Douarnec
La chapelle Notre-Dame de Douarnec est un édifice situé à Gommenec'h, en France.

## Localisation
La chapelle est située sur le territoire de la commune de Gommenec'h, dans le département  des Côtes-d'Armor, en région Bretagne.

## Description
La chapelle date du XVIe siècle : statues de la Vierge à l'Enfant, de saint Pierre et saint Eutrope en bois polychrome.

## Historique
Elle est inscrite, avec son placître planté d'arbres, au titre des monuments historiques par arrêté du 5 avril 1950.

## Galerie

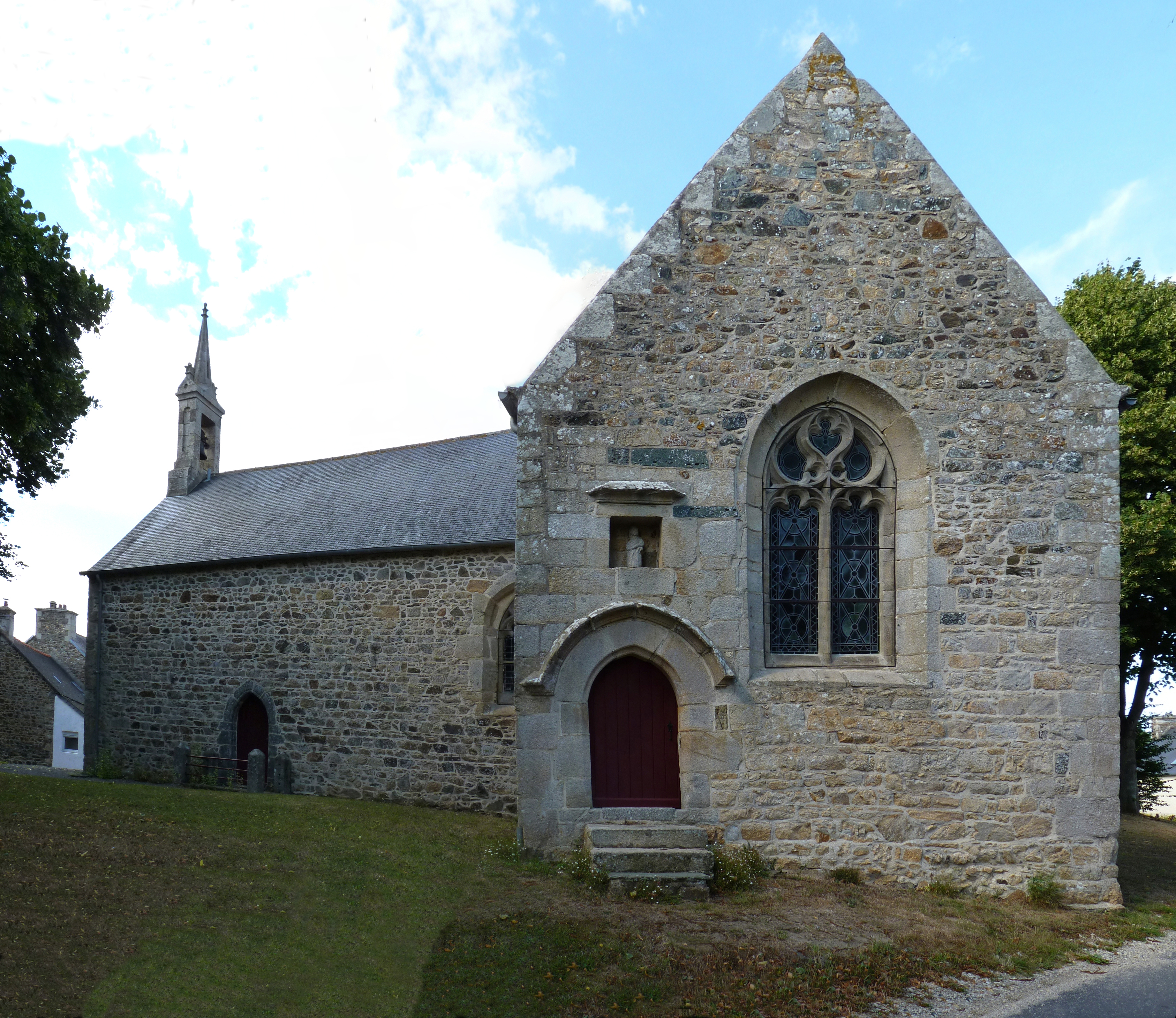
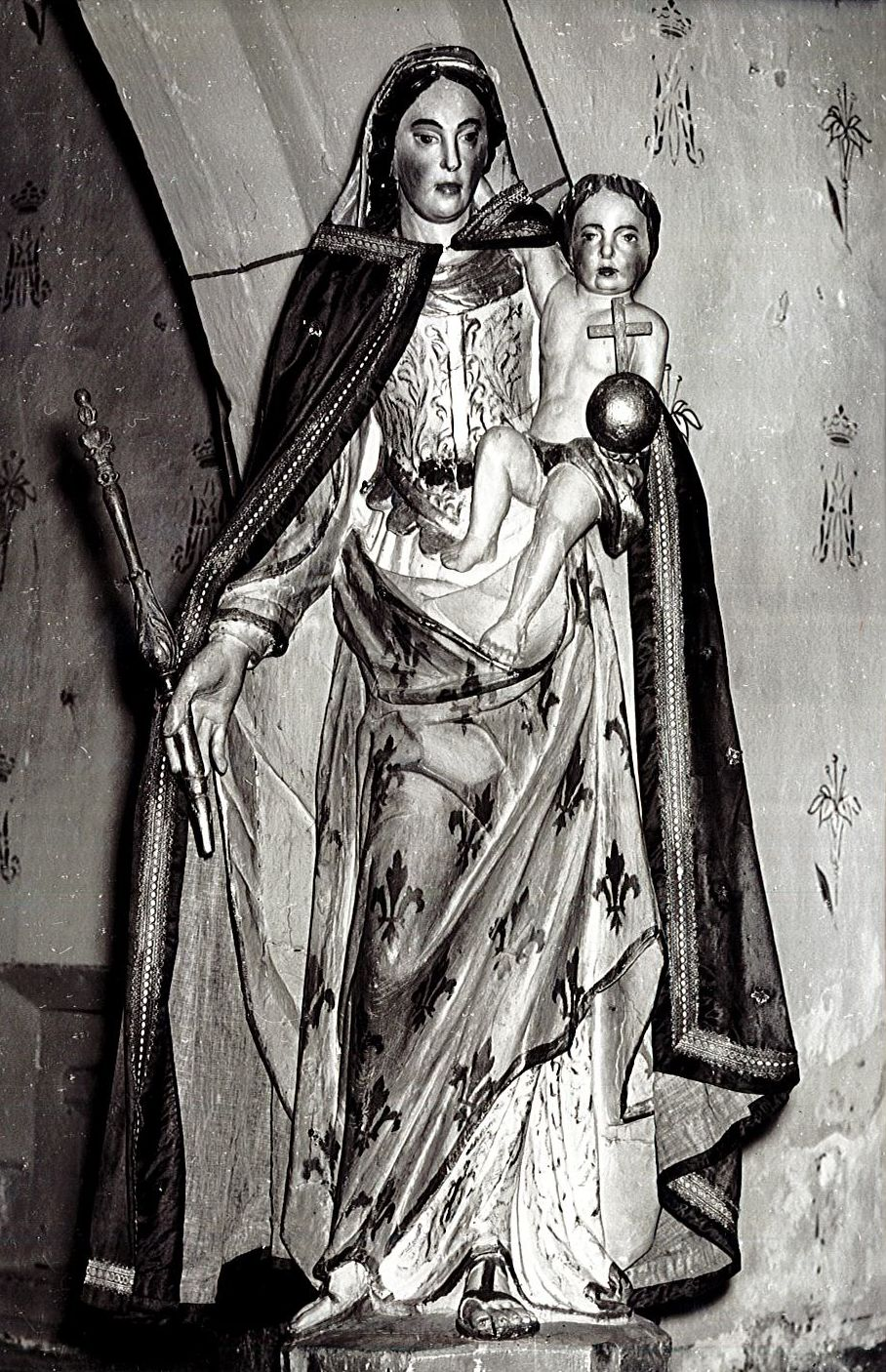
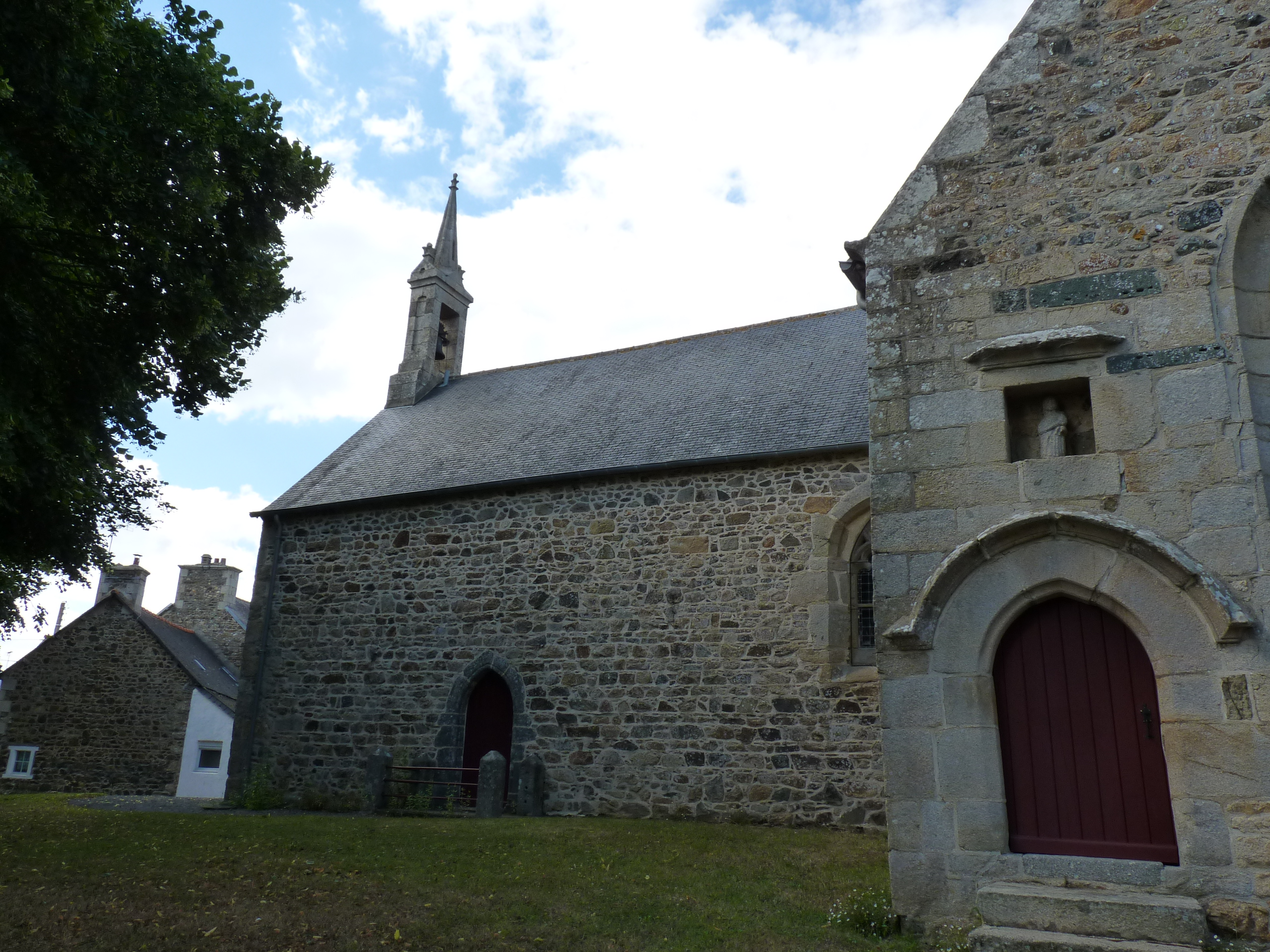